# Pandanus aridus
Pandanus aridus är en enhjärtbladig växtart som beskrevs av Harold St.John. Pandanus aridus ingår i släktet Pandanus och familjen Pandanaceae.
Artens utbredningsområde är Madagaskar. Inga underarter finns listade.